# George Desmarées
George Desmarées (Österby, 1697 – Monaco di Baviera, 1776) è stato un pittore e ritrattista svedese attivo nelle corti tedesche.

## Biografia
Nato in Svezia, venne istruito alla pittura da Martin Mytens il Vecchio, viaggiò inoltre ad Amsterdam, Norimberga e Venezia dove ricevette ulteriore istruzione da Piazzetta. Si stabilì infine a Monaco di Baviera dove continuò a lavorare come pittore di corte fino alla sua morte nel 1776.

## Galleria d'immagini

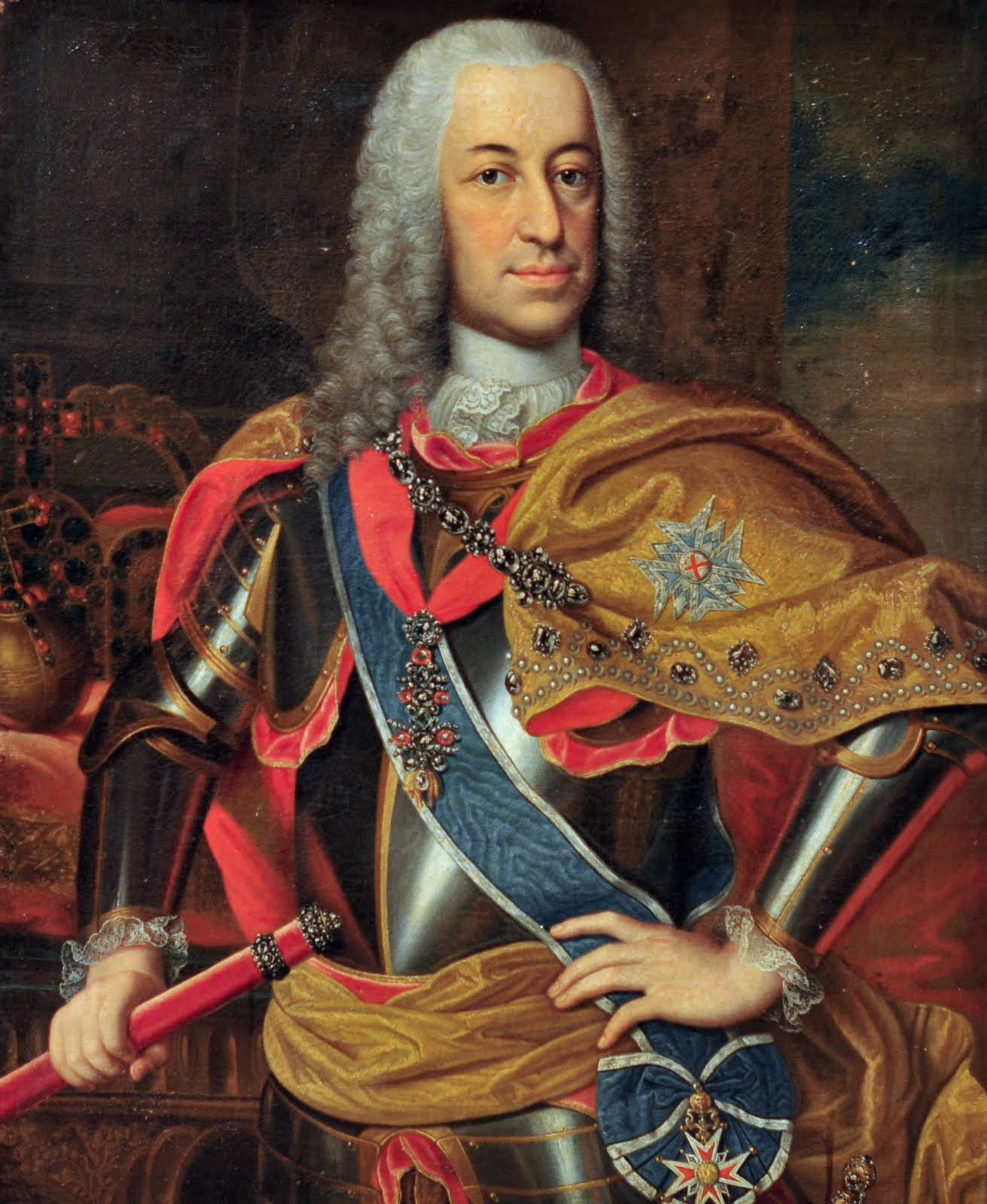
Carlo VII di Baviera
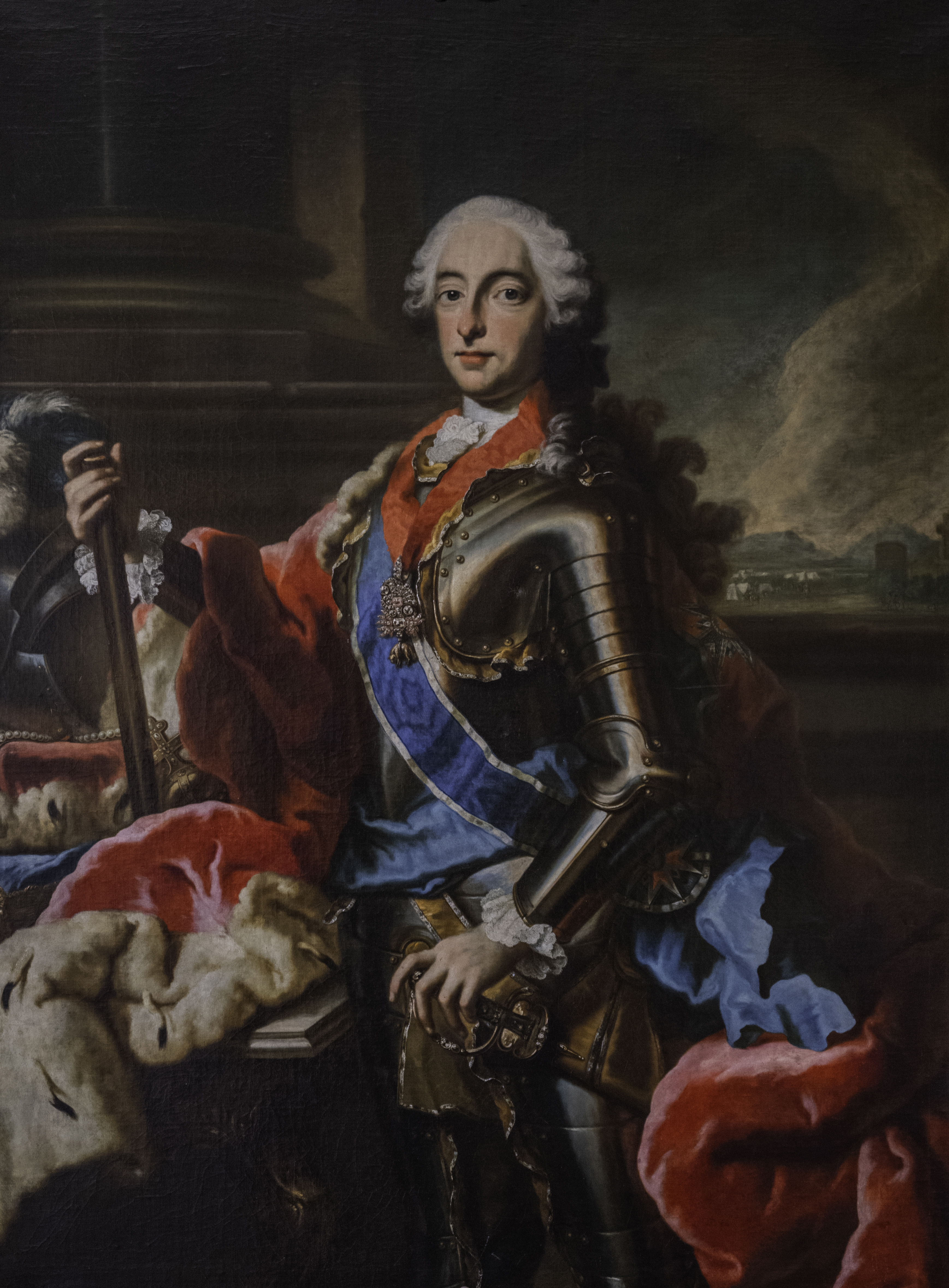
Massimiliano III di Baviera
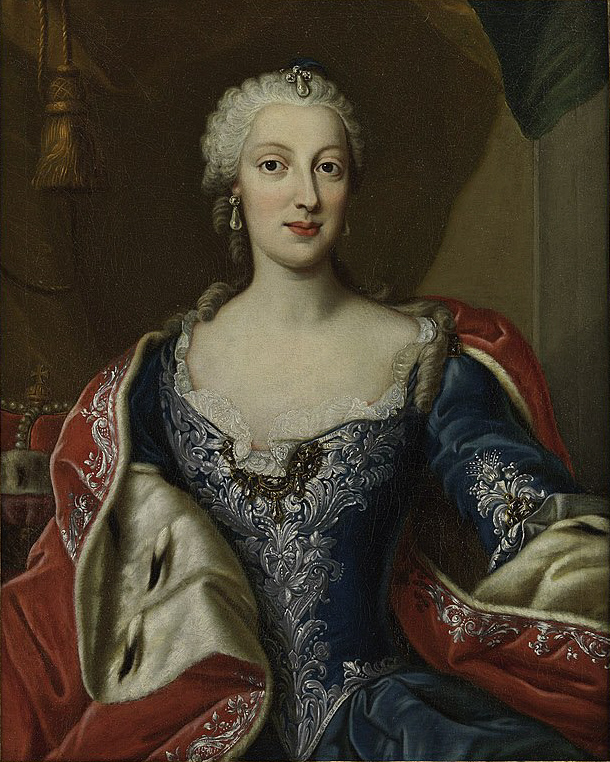
Maria Anna di Sassonia (1728–1797)
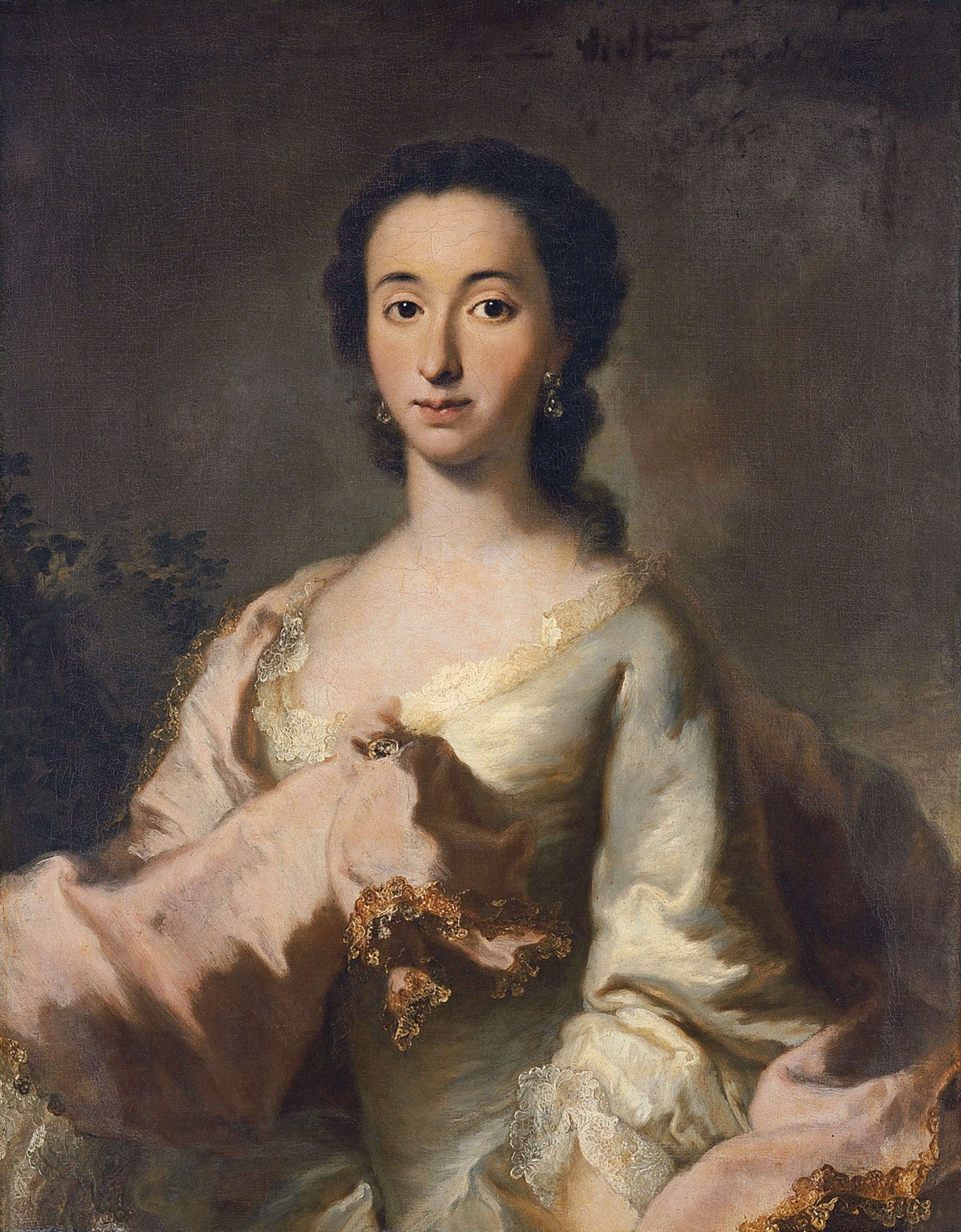
Maria Rosa Walburga von Soyer